# Pseudomugil
Pseudomugil é um género de peixe da família Pseudomugilidae.

## Espécies
Este género contém as seguintes espécies:
- Pseudomugil connieae (Allen, 1981)
- Pseudomugil cyanodorsalis Allen and Sarti, 1983
- Pseudomugil gertrudae Weber, 1911
- Pseudomugil inconspicuus Roberts, 1978
- Pseudomugil ivantsoffi Allen and Renyaan, 1999
- Pseudomugil majusculus Ivantsoff and Allen, 1984
- Pseudomugil mellis Allen and Ivantsoff, 1982
- Pseudomugil novaeguineae Weber, 1907
- Pseudomugil paludicola Allen and Moore, 1981
- Pseudomugil paskai Allen and Ivantsoff, 1986
- Pseudomugil pellucidus Allen and Ivantsoff in Allen, Ivantsoff, Shepherd and Renyaan, 1998
- Pseudomugil reticulatus Allen and Ivantsoff, 1986
- Pseudomugil signifer Kner, 1866 – Australian blue-eye
- Pseudomugil tenellus Taylor, 1964